# Bilene Macia
Bilene Macia es uno de los doce distritos que forman la provincia de Gaza en la zona meridional de Mozambique, región fronteriza con las provincias de Manica , de Inhambane y de Maputo . Región ribereña del Océano Índico y fronteriza con Zimbabue (Provincia de Masvingo) y Sudáfrica (Provincia de Limpopo) que geográficamente pertenece a la ecorregión de salobral del Zambeze en la cuenca del río Limpopo.
La sede de este distrito es la villa de Macia.

## Geografía
Limita al norte con el distrito de Chókwè, al este con Chibuto y Xai-Xai, al sur con el Océano Índico y al oeste con Manhiça y Moamba, de la provincia de Maputo.
Tiene una superficie de 2.719 km² y según el censo de 2007 su población es de 151.911 habitantes, lo cual arroja como densidad 55,8 habitantes/km². Se ha presentado un aumento de 14,1% con respecto a los 133.173 habitantes registrados en 1997. 

## Comunicaciones
- Carretera nacional EN-1, en una longitud de 60 km, entre Incoluane al oeste[3] y Chipenhe al este.[4]
- EN 205, entre Macia y Chibaquelene, 25 km.
- EN 408, entre Macia y Playa de Bilene, 33 km.

## Historia
Macia fue elevada a la categoría de municipio en abril de 2008 y en 2010.

## División administrativa
Este distrito, formado por dieciséis localidades, se divide en seis puestos administrativos (posto administrativo), con la siguiente población censada en 2005:
- Macia, sede, 36 212.
- Chissano, 61 165 (Chicota, Chimondzo, Incaia y Licilo).
- Mazivila, 27 595 (Tuane y Chitlango).
- Messano, 23 921 (Magul).
- Playa de Bilene, 6 638.
- Macuane, 9 572 (Olombe y Zimbene).